# Пабст, Павел Августович
Па́вел А́вгустович Пабст (при рождении Христиан Георг Пауль Пабст, нем. Christian Georg Paul Pabst; 27 мая 1854, Кёнигсберг ― 9 июня 1897, Москва) ― немецко-российский пианист, фортепианный педагог и композитор. Сын композитора Августа Пабста (1811—1885), впоследствии директора Рижской консерватории; брат Луи Пабста (1846—1903), музыкального педагога, основателя Мельбурнской академии музыки.

## Биография
Учился музыке у своего отца, затем в Венской академии музыки у Антона Доора. С 1875 года преподавал в Риге. В 1878 году приехал в Россию и до самой смерти преподавал в Московской консерватории. С 1881 года профессор. Среди его учеников Константин Николаевич Игумнов, Александр Борисович Гольденвейзер, Александр Фёдорович Гедике, Елена Александровна Бекман-Щербина, Николай Карлович Метнер, Георгий Эдуардович Конюс, Арсений Николаевич Корещенко, М. С. Керзина и другие. «Огромный, тяжёлый тевтон с бульдогообразным лицом (его фигура наводила страх, а между тем это был добрейший человек!» — вспоминал о Пабсте учившийся в
этот период в консерватории Михаил Букиник.
Пабст также сам выступал как пианист, прославившись исполнением музыки Роберта Шумана и Ференца Листа. Исполнял он и собственные сочинения, в частности фантазии на темы из опер Петра Ильича Чайковского «Евгений Онегин», «Пиковая дама», «Мазепа» и балета «Спящая красавица». С Чайковским Пабста связывали дружеские отношения, считается [кем?], что Пабст редактировал некоторые его фортепианные сочинения, в том числе партию фортепиано в Первом концерте; Чайковский посвятил Пабсту концертный полонез из восемнадцати пьес для фортепиано, оп. 72 (1893). Пабсту также посвящены семь фортепианных пьес, оп. 10 Сергея Васильевича Рахманинова (1894).
Умер в 1897 году. Похоронен на Введенском кладбище (6 уч.).
Фантазии и транскрипции Пабста входили в исполнительский репертуар Сергея Рахманинова, Александра Зилоти, Константина Игумнова, Владимира Софроницкого и других выдающихся пианистов, одну из них записал в 1940-е годы Григорий Гинзбург. Также среди сочинений Пабста фортепианное трио и концерт для фортепиано с оркестром (1885), посвящённый Антону Григорьевичу Рубинштейну и впервые исполненный автором с оркестром под управлением Рубинштейна. После более чем ста лет забвения этот концерт был вновь исполнен в 2005 году греческим пианистом Панайотисом Трохопулосом и оркестром под управлением британского дирижёра Мариуса Стравинского; в дальнейшем его также записал Олег Маршев.